# 托馬斯·博伊爾
托馬斯·H·博伊爾（Thomas H. Boyle），是來自愛爾蘭的男子羽球運動員。
托馬斯·博伊爾在1939年與詹姆斯·蘭金一起贏得全英羽球錦標賽的男子雙打冠軍，該賽事被認為是非官方的世界羽毛球錦標賽。
他還贏得了6次愛爾蘭羽球公開賽冠軍。